# Ohood Bint Khalfan Al Roumi
Ohood Bint Khalfan Al Roumi (arabisch عهود بنت خلفان الرومي, DMG ʿUhūd bt. Ḫalfān ar-Rūmī; * im 20. Jahrhundert, Vereinigte Arabische Emirate) ist eine emiratische Ministerin und Politikerin.
Sie war von 2016 bis 2020 weltweit die erste und einzige Ministerin für Glück, offiziell Ministerin für Glück und Wohlbefinden. Davor war sie im Referentin für Wirtschaft im Büro des Staatsführers und Emirs Al Maktum.
Sie studierte Wirtschaftswissenschaften an der Universität von Sharjah und der nationalen Universität der Emirate.
Auch ist sie Vorsitzende der nationalen Bundesbehörde für Humankapital, Federal Authority for Government Human Recourses (FAHR).
Seit 2020 ist sie Ministerin für Regierungsentwicklung und Zukunft der Emirate.